# Peter Eriksson (skådespelare)
Mats Peter Ola Eriksson, född den 13 oktober 1969 i Mölndal är en svensk skådespelare och lektor.

## Biografi
Eriksson är utbildad vid Teaterhögskolan i Luleå, 1997–2001. Han har bland annat varit verksam vid Folkteatern i Gävleborg, Norrbottensteatern, Riksteatern och Uppsala Stadsteater.
Eriksson är även verksam som lektor vid Calle Flygare Teaterskola.